# Hirudo medicinalis
Hirudo medicinalis este o specie de lipitori întrebuințată în scopuri medicale. Aceasta se pune pe victimă și îi bea sângele ca orice altă lipitoare. Modul de viață este unul, de obicei, subacvatic, dar se pot deplasa și pe uscat.

## Răspândire
H. medicinalis poate fi găsit pe întreg teritoriul Europei și în Asia, până în Uzbekistan și Kazahstan.

## Întrebuințări medicale
Aceasta este folosită în tratarea sângelui, fiind pusă pe pacient și bându-i sângele infectat, conform superstiției populare. Escrocul medical o pune pe pacient, apoi lipitoarea se fixează pe el cu ajutorul dinților și îi bea sângele până când își umple complet organismul de sânge și apoi cade de pe pacient din cauza incapabilității de a mai sta fixată pe el. După aceea, lipitoarea rămâne nemișcată pentru o vreme.
Doar pentru un număr foarte mic de afecțiuni mai sunt folosite lipitori de către medicii moderni, spre deosebire de medicina pre-modernă, în care sângerarea era o practică frecventă, conform teoriei umorilor, astăzi abandonată. Cu excepția acestui mic număr de afecțiuni, utilizarea lipitorilor de către naturopați sau chiar medici este considerată o practică medicală înșelătoare, bazată doar pe superstiții antice și medievale,fără dovezi științifice.  Ele sunt de exemplu folosite în mod legitim în reatașarea chirurgicală a degetelor. Riscurile terapiei cu lipitori sunt Pyoderma Gangrenosum și reacții alergice.

## Stare de conservare
Uniunea Internațională pentru Conservarea Naturii a clasificat această specie ca fiind amenințată moderat.

## Legături externe
Materiale media legate de Hirudo medicinalis la Wikimedia Commons
- Date legate de Hirudo medicinalis la Wikispecies
- Taxonomy page in Pubmed with many excellent references
- Documentary about alternative medicine with leeches and maggots Arhivat în 2 februarie 2011, la Wayback Machine.
- Document concerning the history of Bloodletting Arhivat în 21 octombrie 2002, la Wayback Machine.
- Video footage of the unique Bedale Leech House